# Guerra del Totoposte
La Guerra del Totoposte fue un conflicto centroamericano que se dio en dos fases:  la primera guerra del Totoposte ocurrió durante el gobierno del general Manuel Lisandro Barillas en Guatemala, tras el derrocamiento del presidente salvadoreño Francisco Menéndez por Carlos Ezeta en El Salvador que provocó el exilio de salvadoreños que se refugiaron en Guatemala y quienes solicitaron la ayuda al presidente Barillas para que detuviera a los ejércitos de Ezeta. La segunda fase del conflicto surgió tras la oposición de Manuel Estrada Cabrera a la integración de Guatemala con la República Mayor de Centroamérica, amparada por el presidente de México, general Porfirio Díaz, ya que Estrada Cabrera estaba más inclinado a trabajar con el gobierno de los Estados Unidos.En ambas fases, el pueblo guatemalteco se refirió burlonamente a la guerra como la «Guerra del Totoposte», porque únicamente sirvió para que se consumieran grandes cantidades de este alimento a base de maíz, sin que se llegara a combatir realmente.

## Primera guerra del Totoposte (1890)

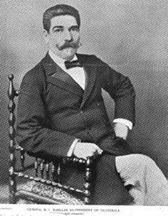
General Manuel Lisandro Barillas Bercián presidente de Guatemala que dirigió las tropas guatemaltecas durante la primera fase de la guerra del totoposte, y luego combatió a las tropas del licenciado Manuel Estrada Cabrera durante la segunda. Murió asesinado en México por órdenes de Estrada Cabrera en 1907.

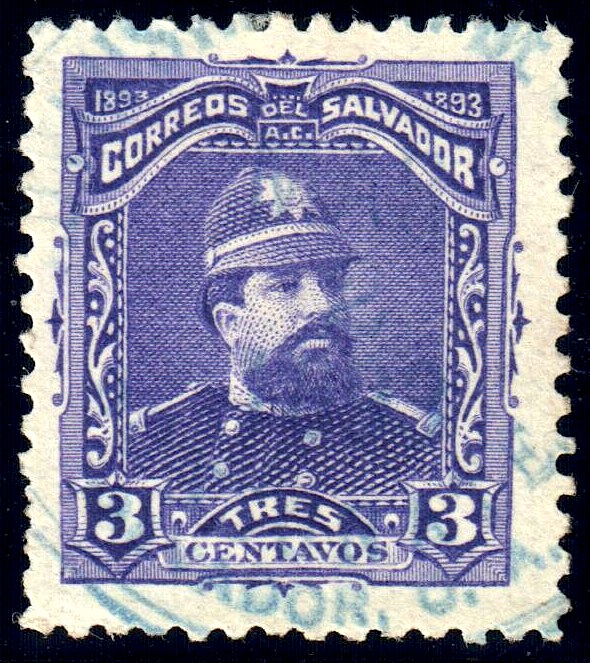
General Carlos Ezeta Durante su administración tuvo lugar la guerra del Totoposte; el presidente guatemalteco, general Manuel Lisandro Barillas movilizó tropas a la frontera, pero éstas nunca llegaron a combatir; de esta forma, la guerra sólo sirvió para mandar provisiones de maíz molido (totoposte) a las tropas.[2] En esta guerra, El Salvador obtuvo la victoria con la firma del tratado de paz en agosto de 1890 promovido por el Cuerpo Diplomático acreditado en ambos países.

Tras el derrocamiento del presidente salvadoreño Francisco Menéndez Valdivieso por Carlos Ezeta en El Salvador, el primer designado a la presidencia salvadoreña,  General Camilo Álvarez López, y numerosos enemigos del nuevo régimen se refugiaron en Guatemala y solicitaron ayuda al presidente Barillas para que detuviera a los ejércitos de Ezeta, aduciendo que éste pretendía invadir a Guatemala; sin embargo, la verdadera intención era recuperar el gobierno en su país valiéndose del ejército guatemalteco. Convencido por los rumores, Barillas dictó el siguiente decreto:
| Manuel Lisandro Barillas, General de División y Presidente Constitucional de la República de Guatemala, CONSIDERANDO: que a causa de los últimos sucesos acaecidos en El Salvador, el Gobierno de Guatemala tuvo que colocar una parte de su ejército en a frontera, con la única mira de velar por la paz y de guardar el orden público amenazado con motivo de aquellos sucesos; que a pesar de las protestas de paz de Guatemala y de haber agotado todos los medios posibles para conseguirla, la fuerza del vecino Estado ha invadido el territorio nacional y hecho, por diferentes medios, injustas provocaciones contra el pueblo de Guatemala; y que es el caso de que la Autoridad Suprema haga respetar la integridad del territorio y los sagrados derechos de la República, siendo obligación del Poder Ejecutivo defender la independencia y el honor de la Nación y la inviolabilidad de su suelo: POR TANTO: En Consejo de Ministros, decreto: Artículo 1o.- Guatemala acepta la injusta guerra que se le ha provocado por el gobierno de hecho establecido en El Salvador, y declina la responsabilidad de las funestas consecuencias que en las personas y responsabilidades se ocasionen, en los individuos que han promovido la fratricida lucha que hoy existe entre ambos pueblos. Artículo 2o.- El Ministro de la Guerra queda encargado del cumplimiento de este decreto y de dictar las medidas más enérgicas y convenientes a efecto de proveer a la defensa y de llevar a término las operaciones militares que el estado de guerra exige. Dado en el Palacio del Poder Ejecutivo: en Guatemala, a veintidós de julio de mil ochocientos noventa. Manuel Lisandro Barillas El secretario de Estado en el Despacho de la Guerra: C. Mendizábal. —Tomado de: Hernández de León, Federico (1930a). El libro de las efemérides Tomo III. Guatemala: Tipografía Sánchez y De Guise. |

Las tropas se movilizaron hasta la frontera, con Camilo Álvarez entre ellos, quien incluso había nombrado a sus ministros. Las tropas guatemaltecas ya no siguieron avanzando. Incluso, el ejército de Ezeta se dio el lujo de regresar a la capital salvadoreña a sofocar un levantamiento. Ya de regreso a la frontera, Guatemala siguió sin mover sus tropas; y el asunto terminó con la intervención de los miembros del Cuerpo Diplomático, que firmaron un arreglo de paz, el 21 de agosto de 1890.
Con ironía, los guatemaltecos llamaron a esta la «guerra del totoposte», ya que solo sirvió para movilizar grano de maíz molido (totoposte) para alimentar tropas que nunca combatieron, lo que dañó gravemente la economía del país.

### Acciones militares
| Fecha                | Descripción |
| -------------------- | --- |
| 22 de junio de 1890  | Insurrección militar en San Salvador encabezada por Carlos Ezeta, contra el gobierno de Menéndez |
| 20 de julio de 1890  | Después de la acción de Candelaria, el general Camilo Álvarez, con los restos de las tropas salvadoreñas al mando del general Villavicencio se replegó a Atescatempa, donde existía una pequeña guarnición guatemalteca al mando del coronel Garza. A las 3 de la tarde cuando Villavicencio se disponía a marchar a Jutiapa de orden del mayor general Solares, una gran fuerza salvadoreña mandada por Antonio Ezeta penetró a la plaza y la tomó fácilmente. |
| 21 de julio de 1890  | Combates de Contepeque, Atescatempa y El Coco (Guerra del Totoposte): - El 20 de julio los generales salvadoreños Monedero y Zepeda recibieron orden del cuartel general de Santa Ana de simular un ataque el día 21 a las fuerzas guatemaltecas del general Cayetano Sánchez, procurando entretenerlo, mientras las fuerzas salvadoreñas de Antonio Ezeta atacarían a la retaguardia de Sánchez para derrotarlo o por lo menos abrirse paso hacia Chingo. Al mismo tiempo, el general Cayetano Sánchez - jefe de operaciones- impartió sus órdenes para que el 21 la brigada Barillas Castilla atacase Atescatempa por el camino de Coatepeque: las brigadas Ramos y Portillo, el batallón de Canales y un batallón de Jutiapa, verificaran un ataque similar por el lado de Asunción Mita; y el batallón de Palencia los secundara por el lado del Jícaro. - El 21 se libró la batalla, en la que un error de logística provocó un descalabro para los guatemaltecos del flanco izquierda, que anuló la victoria de Sánchez por el flanco derecho. Pero una enérgica reacción ofensiva del centro guatemalteco, la prolongación del flanco izquierdo y un ataque de flanco en la derecha por las fuerzas de Jutiapa que estaban en el Pinal, hicieron que a las 2:30 p. m. se decidiera la victoria a favor de los guatemaltecos. Pero a las 3:30 p. m. Sánchez se retiró hacia Chingo Abajo, evacuando durante la noche hacia Papaturro. |
| 26 de julio de 1890  | Desde Santa Ana, el general Carlos Ezeta le envió un telegrama a Tapachula al general guatemalteco Juan Martín Barrundia en el que le decía: «No se retrase. Nuestras tropas está marchando de triunfo en triunfo. La capital de Guatemala está casi en completa anarquía. ¡Apresúrese!» |
| 3 de agosto de 1890  | Acción del Tempisque: Una columna de tropas guatemaltecas, compuesta de fuerzas de Santa Rosa, Alta Verapaz y Jutiapa, fue atacada por tropas salvadoreñas y emigrados de Guatemala. El general Pedro Barillas que la mandaba se replegó violentamente y tomó posiciones favorables donde rechazó a los salvadoreños. Esta fue la última acción militar de la guerra. |
| 21 de agosto de 1890 | - Se firmó la paz en San Salvador, por intermedio del Cuerpo Diplomático acreditado en Centroamérica. - La secretaría de Relaciones Exteriores de Guatemala tenía conocimiento de cada uno de los movimientos de Barrundia, así que el 21 de agosto giró órdenes a los puertos de Ocós, Champerico, San José y Livingston para que procedieron con la captura de Barrundia, no sin antes enviar una nota al consulado de los Estados Unidos informándoles que Barrundia había cometido el crimen de alta traición y debía ser capturado. |
| 28 de agosto de 1890 | Las autoridades de Guatemala intentaron aprehender a Juan Martín Barrundia en el interior del buque «Acapulco», pero este se resistió al arresto y fue ultimado por sus captores. |

### Hechos destacados para el gobierno de Barillas
Durante la guerra, no obstante, ocurrieron dos hechos significativos para el gobierno de Barillas:
- Muerte de Juan Martín Barrundia: El exministro de la Guerra de Justo Rufino Barrios era enemigo personal del presidente Barillas desde que este lo había engañado para quedarse con la presidencia de Guatemala en abril de 1885.[10]  Estando en el exilio, al saber de las victorias de los salvadoreños, se embarcó desde México para El Salvador para unirse con Ezeta. Por su parte, cuando el gobierno guatemalteco se enteró de esto, amparándose en el derecho internacional detuvo la embarcación estadounidense en donde viajaba y solicitó la entrega de Barrundia como prisionero. Barrundia se resistió, pero fue abatido por los policías que pretendieron arrestarlo en el interior del buque.[11]

- Llegada del insigne poeta nicaragüense Rubén Darío a Guatemala:[12] el 30 de junio de 1890 llegó a Guatemala Rubén Darío quien huía de los Ezeta desde El Salvador. Cuando Darío se hospedaba en el «Hotel Unión», a su habitación llegó un edecán presidencial para comunicarle que el presidente deseaba verlo, por lo que lo condujo a un salón del Palacio donde había muchas personas civiles y militares frente a Barillas, quien estaba en su sillón.  He aquí lo que ocurrió:

| - ¿Es usted el señor Rubén Darío? - Sí, señor. - Acérquese, amigo. Vamos a ver. ¿Es usted también de los que andan diciendo que el general Menéndez no ha sido asesinado? - Señor Presidente, yo acabo de llegar, no he hablado aún con nadie; pero puede asegurarle que el presidente Menéndez no ha sido asesinado. Barillas montó en cólera y le dijo: - ¿Y no sabe usted que tengo en la Penitenciaría a muchos propagadores de esa falsa noticia? - Señor, esa noticia no es falsa. El general Menéndez ha muerto de un ataque cardíaco, al parecer; pero si no ha sido asesinado con bala o con puñal, le ha dado muerte la ingratitud, la infamia del general Ezeta, que ha cometido, se puede decir, un verdadero parricidio. Darío le explicó pormenorizadamente los hechos ocurridos en San Salvador el 22 de junio, y al terminar, el general Barillas, que lo había escuchado con mucha atención e interés, le dijo: - Está bien. Vaya en seguida y escriba eso. Que aparezca mañana mismo. Y véase con el Ministro de Relaciones Exteriores y con el Ministro de Hacienda. Se despidieron y Darío se fue a su hotel a complacer la petición de Barillas: escribió la «Historia negra», narración vívida y exacta de la traición del 22 de junio, la cual apareció el 2 de julio en El Imparcial, firmada con el seudónimo «Tácito».—Edelberto Torres La dramática vida de Rubén Darío |

## Segunda guerra del Totoposte (1903)

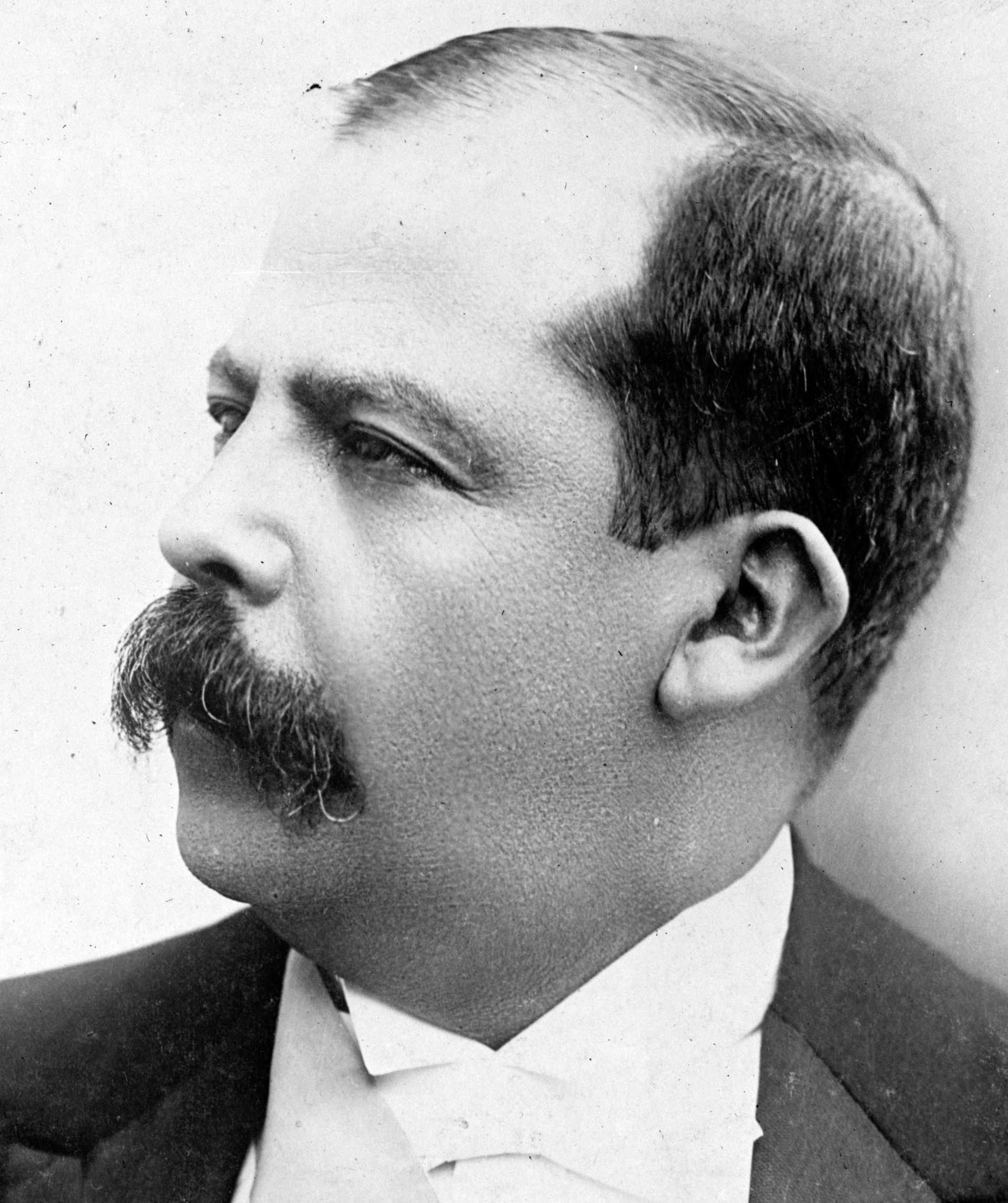
Licenciado Manuel Estrada Cabrera, presidente de Guatemala durante la segunda fase de la Guerra del Totoposte. Rechazó a los invasores y se mantuvo en el poder hasta 1920.

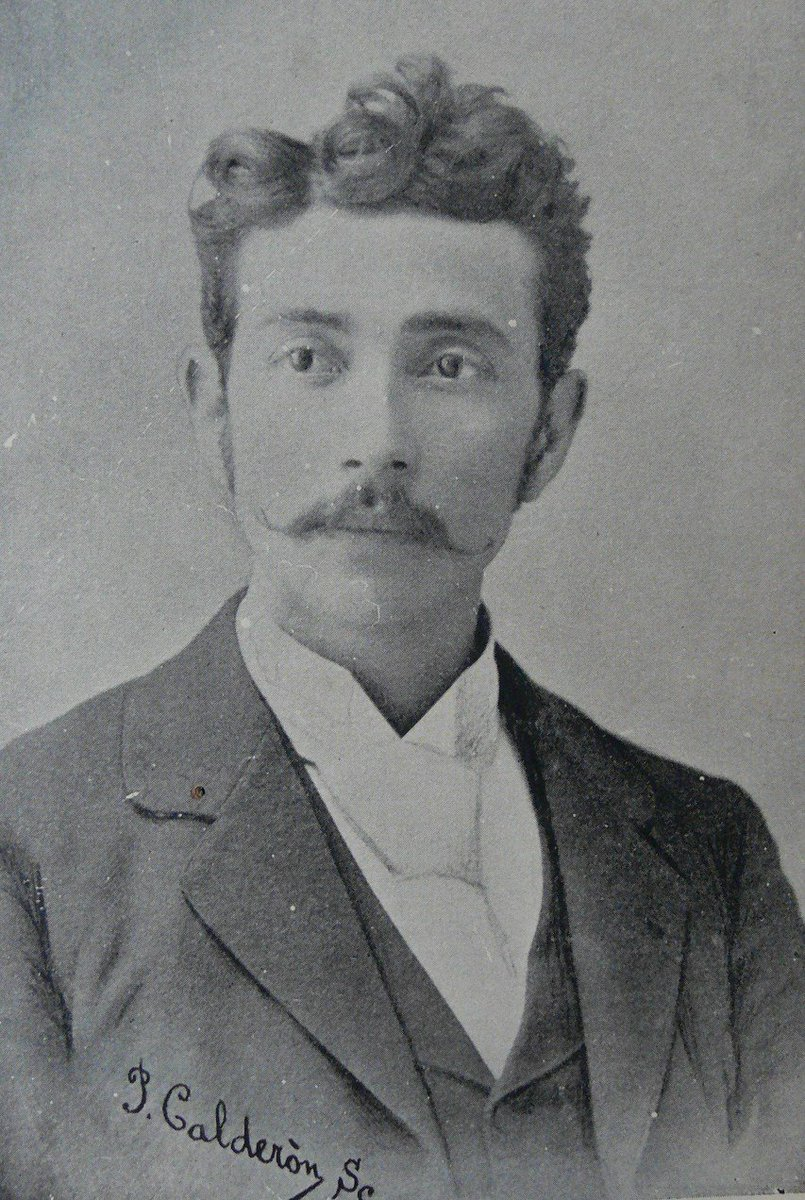
El Presidente de El Salvador era el General Tomás Regalado. Quien Murió en la guerra. Marcando un punto de inflexcion en el conflicto.

La segunda fase de la guerra del Totoposte fue en efecto la última que libró Guatemala contra otro Estado. En 1902 los presidentes de Nicaragua, Honduras y El Salvador acordaron reunirse en Nicaragua con el propósito de discutir sobre la fundación de la "República Mayor de Centroamérica", asesorados por el gobierno del general Porfirio Díaz de México, quien miraba con preocupación lo que el presidente Teodoro Roosevelt había hecho con Colombia, al apoyar la independencia de la provincia colombiana de Panamá para construir el canal interoceánico. El presidente de Guatemala, Manuel Estrada Cabrera, se opuso a esta iniciativa. 
Los tres países, motivados por intereses político-estratégicos, determinaron la inconveniencia de que Estrada Cabrera continuara en el poder e intentaron aprovechar el descontento de los guatemaltecos por la forma particular de ejercer el poder por parte del presidente, caracterizado por el terror, la intriga y la desinformación. Muchos guatemaltecos, entre civiles y militares, desafectos al régimen de Estrada Cabrera habían emigrado a los países vecinos; entre los exiliados se encontraba el general Manuel Lisandro Barillas Bercián, expresidente de Guatemala.
En enero de 1903, El Salvador organizó una invasión compuesta en gran parte por emigrantes y proveyó personal al General Barillas, quien se encontraba en México.  Por su parte, Estrada Cabrera movilizó en tres días a cuarenta mil hombres hacia la frontera con El Salvador y a quince mil a la frontera con México lo que contuvo la invasión salvadoreña. Este éxito estratégico se debió a que desde 1900, Estrada Cabrera había militarizado la educación secundaria y había instituido clases de táctica y ordenanza; además, el servicio militar era obligatorio y el ejército tenía experiencia en combate por las campañas derivadas de los combates del general Justo Rufino Barrios entre 1871 y 1885.
La escalada de la crisis duró ochenta y cuatro días, y al final Estrada Cabrera impuso condiciones a los invasores que ordenaban indemnizar al Estado de Guatemala. Se le llamó "guerra del totoposte" porque el abastecimiento de las tropas era una masa de maíz seco llamada así: Totoposte, y hubo escasez del grano por la guerra. Los primeros combates se entablaron con pequeñas escaramuzas en los sitios de Monteverde, El Paxte y la laguna de Atescatempa; el día nueve se verificó un nutrido combate en las cercanías de Contepeque, donde las armas salvadoreñas obtienen una contundente victoria y se apoderan del volcán El Chingo. Regalado, enemigo declarado de Estrada Cabrera, no quedó alegre con el resultado de la fallida invasión de los Migrantes guatemaltecos. Entonces empezó a decir a los emigrados guatemaltecos que iba a debilitar al presidente guatemalteco; al enterarse de esta situación, el presidente salvadoreño Pedro José Escalón encontró el medio perfecto para deshacerse de Regalado, quien en realidad gobernaba El Salvador y lo opacaba en la primera magistratura de ese país. Escalón entró en componendas con Estrada Cabrera y le telegrafió constantemente todos los movimientos del futuro invasor. Después de descubrirlo, Regalado lo obligó a huir de la capital salvadoreña hasta el lago de Coatepeque. Ya sin la interferencia de Escalón, Regalado invadió Guatemala el 9 de julio y fácilmente llegó a Atescatempa y Jerez, mientras los soldados guatemaltecos se refugiaron en Yupiltepeque.[4] Ante esta situación, Estrada Cabrera emitió una proclama el 10 de julio de 1906 en la que acusaba al gobierno salvadoreño de invadir Guatemala para evitar que se concluyera el Ferrocarril del Norte y para dar al traste con los intentos de recuperación económica del gobierno guatemalteco; en la misma proclama, Estrada Cabrera indicó que solamente la guerra iba a solucionar la situación e invitó a todos los guatemaltecos varones militares o con entrenamiento militar a enlistarse en la acción contra las fuerzas de Regalado.[5] Ese mismo día se emitió el decreto número 662, en donde todos los varones sin legítima excepción comprendidos entre los 18 y los 50 años de edad, debían presentarse a su cuartel más próximo y si no lo hacían, serían procesados por traición.[6] Los ciudadanos respondieron al llamado del presidente y el 11 de julio había numerosos ciudadanos en los cuarteles.[7]
En mayo de 1906 volvió a darse otro intento de invasión, producido por el descontento contra Estrada Cabrera en los países de la región y rivalidades entre liberales y conservadores. El Presidente de El Salvador era el General Tomás Regalado. Nuevamente Guatemala decretó un estado de Guerra. La tropa salvadoreña logró desplazarse hasta Asunción Mita y Jutiapa, y por el lado de México, Manuel Lisandro Barillas capturó Ayutla y Ocós. Sin embargo, el ejército guatemalteco obligó a los invasores a replegarse. El Comandante en jefe de la campaña fue el General de División Manuel Maximiliano Aguilar Santa María. Luego de casi dos meses de hostilidades, finalizó el conflicto gracias al armisticio firmado a bordo del barco de guerra estadounidense "Marblehead", luego de que las fuerzas guatemaltecas mataran al general Regalado, quien  había ingresado al territorio guatemalteco. En la mañana del día 11 de julio, el general Regalado decide ir al frente; contra el consejo de sus asesores, decide avanzar hasta el sitio conocido como El Entrecijo cuando vio ondear la bandera guatemalteca en la cúspide del cerro El Sillón, y expreso a sus soldados: “¡Síganme! Nos reuniremos junto a la bandera”.[65]

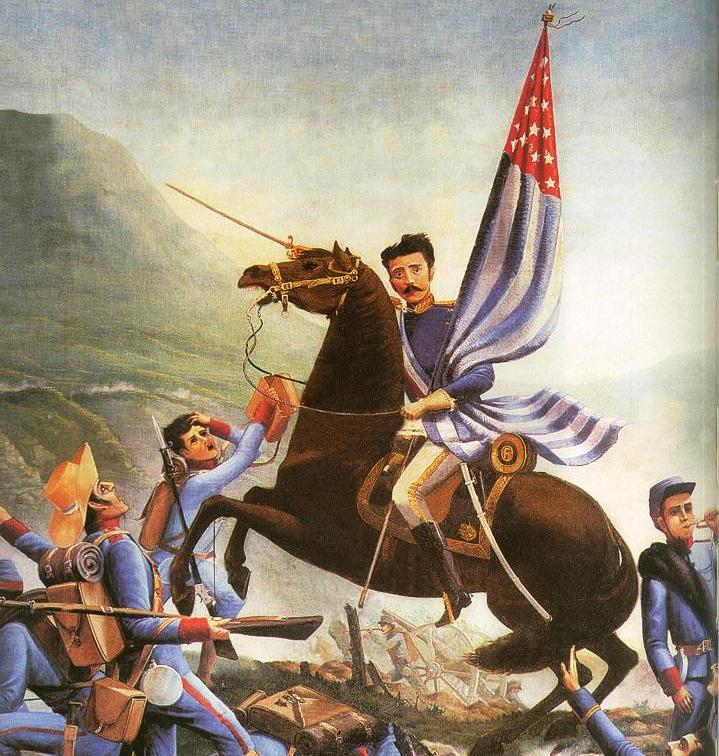
Fragmento de un cuadro al óleo que muestra al general Tomás Regalado comandando a las tropas salvadoreñas que invadieron Guatemala en 1906 en el Asalto al cerro El Sillón

Regalado empezó a avanzar hacia la cumbre del cerro El Sillón, pretendía bajar la bandera guatemalteca y poner en su lugar la salvadoreña, cuando fue alcanzado por una ráfaga de nutrido fuego guatemalteco, se dice que debió morir en el acto a consecuencia de por lo menos siete perforaciones de bala, una de ellas en la cara, y las demás en la caja toráxica y el abdomen. Su mula, La Venada, fue mortalmente herida. Su reloj de oro fue atravesado por una bala de siete milímetros, marcaba las once en punto.[2]   El coronel jalapaneco Rosalío López Jiménez, hizo mandar el siguiente telegrama a Estrada Cabrera tras la muerte fortuita de Regalado: «Desde las seis de la mañana se empezó el combate; me tomé las honduras para salir a Coatepeque, donde me llegaron refuerzos de las batallas Momostenango y Sanarate y donde se vino Regalado con la bandera, y lo volaron los muchachos.»[4]Posteriormente Los Salvadoreños emprenden la Retirada y el Ejército Guatemalteco Invade el Salvador.[9]: 96